# AGM-12飛彈
AGM-12“犢牛犬”（英語：AGM-12 Bullpup）飛彈是美國海軍與美國空軍同時服役的第一種空對地飛彈，也被美國外銷到其他盟國使用；後由AGM-62鼓眼魚飛彈與AGM-65小牛飛彈給取代。

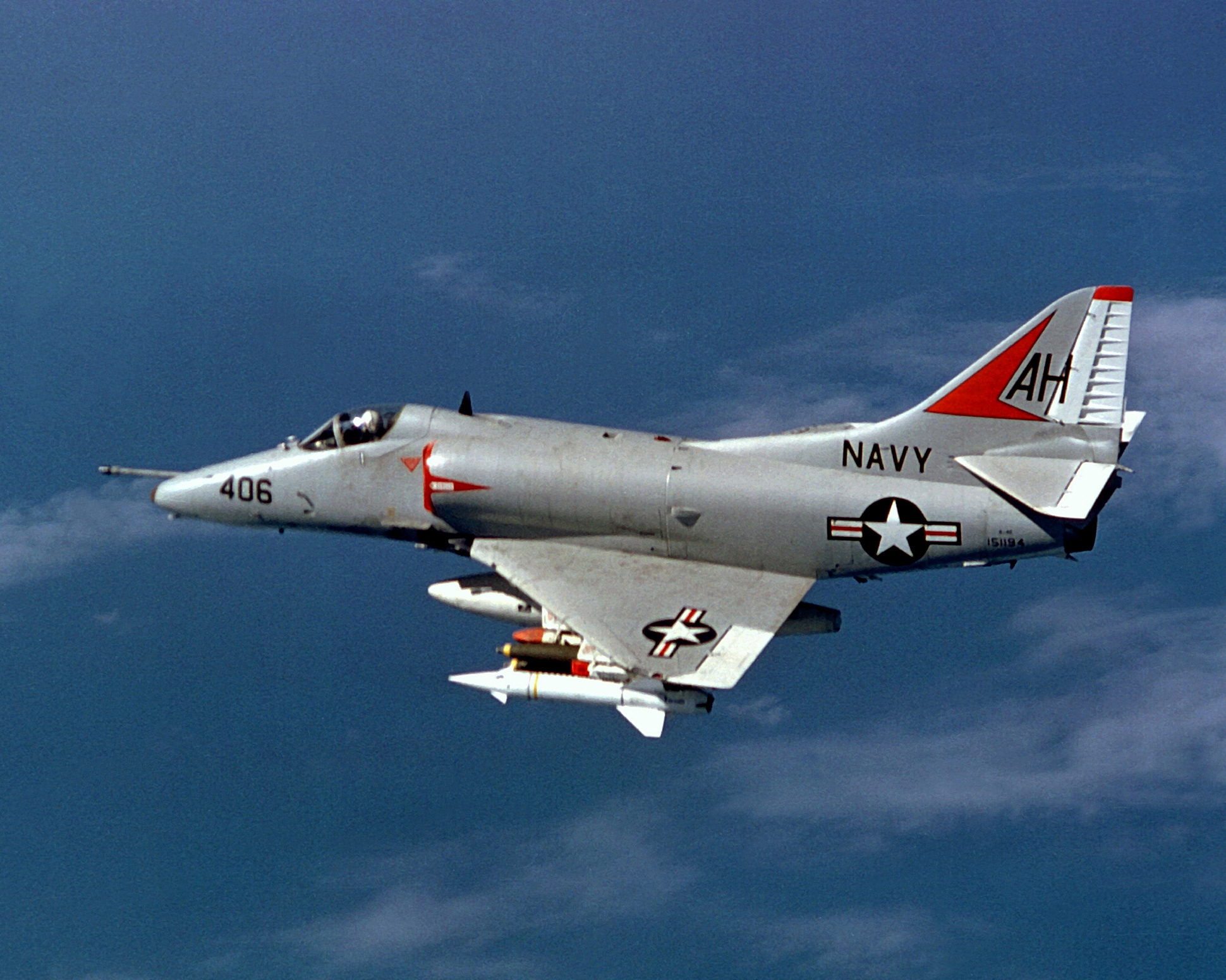
越戰期間美國海軍A-4天鷹式攻擊機掛載AGM-12飛彈於南越上空

## 歷史
美國海軍在1953年開始推動一項導引飛彈計畫，由過去對地攻擊任務的經驗，企圖透過新的系統來解決兩項問題。
第一個問題是暴露在目標區周遭的防禦火網下的時間，如果可以在較遠的距離上投擲武器，就可以有效的降低風險。第二的問題是諸如橋或是碉堡這一類無導引空用炸彈難以發揮作用的目標類型。這些問題都是在韓戰進行密接支援任務時浮現的教訓，解決這兩個問題的方案是研發一種有導引的短程空對地飛彈。美國海軍於1953年公開這些設計需求，讓各家廠商參予競標。1954年4月，馬丁公司的設計案獲勝並且取得研發與生產合約，軍方賦予的飛彈編號是ASM-N-7。
第一次試射於1955年6月成功進行，馬丁公司開始製造試製量產型YASM-N-7，1959年犢牛犬飛彈進入美國海軍服役。次年ASM-N-7A改良型開始量產並且進入服役，將原先Aerojet Mk-8固態火箭發動機換成燃料可以儲存的LR58-RM-4液体火箭发动机，彈頭也有些許改進。
下一個改良型包含提升重量的彈頭與彈體，較大的彈翼以及推力提升的液態火箭，這個改良型於1962年成功試射，1964年進入服役，編號是ASM-N-7B。除了海軍以外，美國空軍也引進這一款供空軍的飛機使用。
當美國海軍在1955年開始試驗犢牛犬飛彈之際，也引發美國空軍對於類似系統的興趣，負責研發的廠商仍舊是馬丁公司。空軍賦予的編號是GAM-79，名稱改為白色標槍（White Lance）。基本設計上與海軍的飛彈類似，但是採用不同型號，推力更強的液態火箭，同時彈頭能夠改為核子彈頭。為了提前接收空對地導引飛彈，空軍決定在研發白色標槍飛彈的過程中，先引進海軍版的犢牛犬飛彈，編號改為GAM-83。
在研發過程當中，空軍版的設計逐漸靠向海軍版，最終成為與海軍版ASM-N-7A類似設計，但是導引系統有所改良，而且仍保留白色標槍時代的大推力液態火箭引擎，因此彈體重量超越海軍型甚多。原先使用的GAM-79編號與白色標槍的名稱皆在飛彈服役之後取消，空軍改以GAM-83A稱呼，名稱仍舊沿用犢牛犬。GAM-83B增加彈體直徑，以容納1到15千噸當量的W-45核彈頭。
1963年，兩軍種的犢牛犬飛彈編號都改為AGM-12。ASM-N-7A和GAM-83A都改稱AGM-12B，ASM-N-7B成為AGM-12C，核彈型GAM-83B改稱AGM-12D。

最後一款量產型為AGM-12E，由AGM-12C改良。最大的差異是將彈頭換成集束炸彈，內含800到830枚BLU-26/B人員殺傷彈，美國空軍曾經用於越戰，攻擊北越空軍的機場設施。但總生產量不多，只有800枚。
美國海軍與空軍都曾經在越戰中使用犢牛犬飛彈，直到1980年代初期，所有的飛彈才真正退出美軍現役。

## 設計與外型

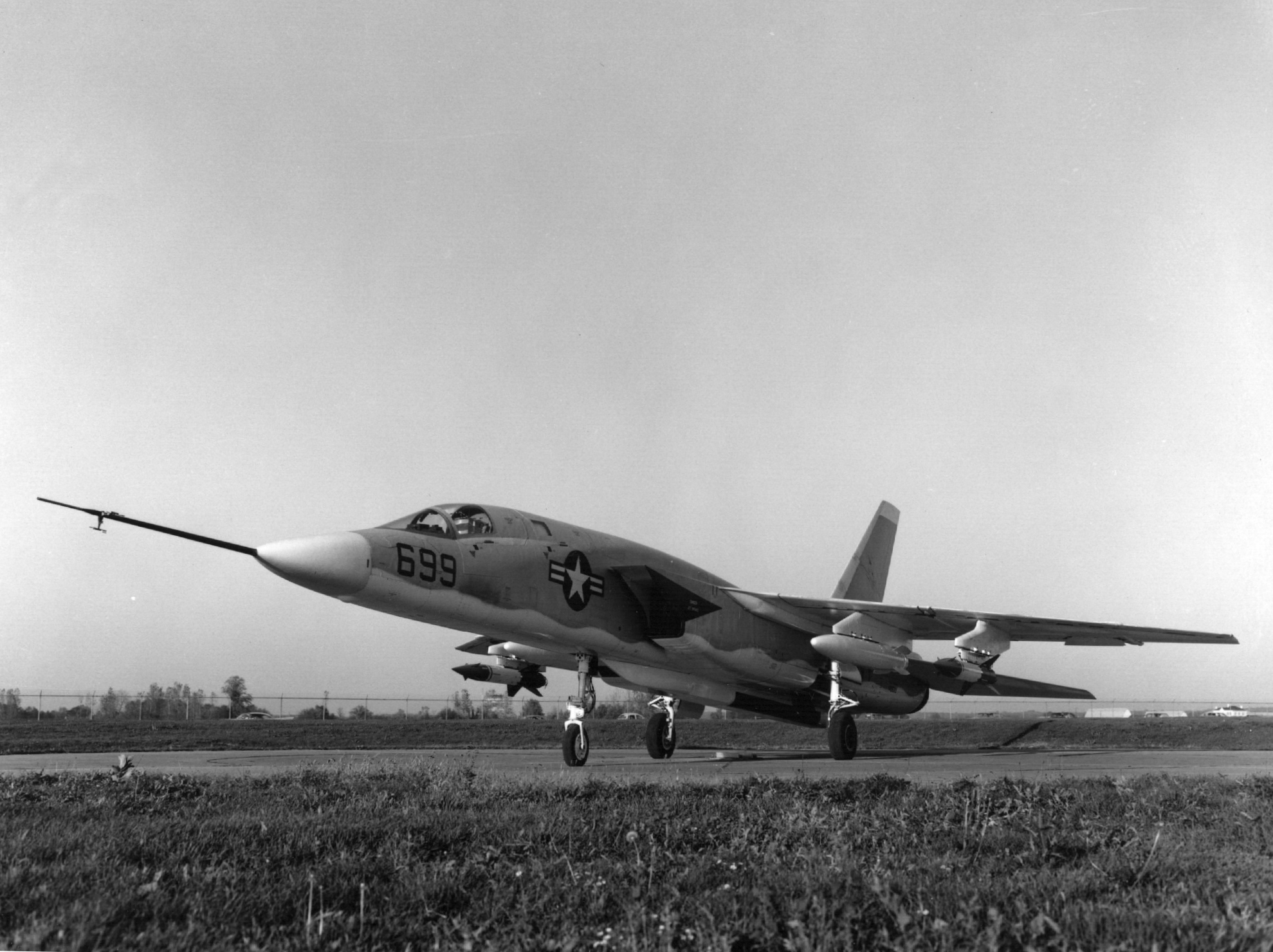

犢牛犬飛彈在靠近彈頭的部份有固定小翼，主要的控制面是靠近尾端的大型翼面。作為練習使用的ATM-12是從12.7公分（5吋）火箭改裝而來，直徑小很多，但是基本外型類似。
犢牛犬飛彈在開始設計時，彈頭僅有113公斤重，直到ASM-N-7B/AGM-12C時才換成453公斤重的彈頭，而且僅有空軍採用核子彈頭。
犢牛犬飛彈採用無線電指揮導引、瞄準線指令攻擊模式，機載導引系統型號為AN/ARW-73與AN/ARW-77。飛行員先以目視標定目標，在發射飛彈之後利用尾端的兩個火焰訊號作為追蹤和調整的來源。
控制飛彈的飛行是使用飛機內部的一個小操縱桿，將控制訊號傳送到飛彈的控制面上。這種導引裝置非常簡單，使用的飛機不需要特別改裝，因此當時許多飛機都可以使用，包括直升機在內。可是，這種設計需要飛行員將自己，飛彈與目標放在同一條線上才能順利瞄準與修正，在導引的過程當中，飛機不能進行迴避的動作，如此一來反而與最初設計的初衷背道而馳。
美國空軍在研發白色標槍飛彈階段，將導引系統予以改良，飛行員不再需要維持相同的飛行路徑，也可以在必要的時候進行迴避動作，提升使用上的便利性與飛機的生存性。

## 內部鏈結
- AS-20飛彈
- AJ-168飛彈

## 外部連結
- https://web.archive.org/web/20100819022151/http://www.blackburn-buccaneer.co.uk/Pages1_files/Bullpup_Index.html